# Христианизация мордвы
Христианизация мордвы — распространение среди мокши и эрзи православия.
Христианизация мордвы выступала одной из мер национальной политики царского правительства, направленной на укрепление в среде мордвы самодержавной власти. Первыми стала принимать православие мордовская аристократия, стремившаяся таким образом сохранить свои вотчины и социальные привилегии (см. Новокрещены). Вливаясь в состав господствующего класса государства, мордовские князья и мурзы быстро обрусевали. Крестьяне, наоборот, любыми способами, вплоть до переселения в другие места, восстаний, самосожжения, уклонялись от крещения, видя в новой религии ещё одно средство притеснения. Письменные свидетельства о крещении мордвы сохранились с XVI в.
К середине XVIII в. крещение мордвы в основном было завершено. Но оно во многом было формальным. Мордва продолжала соблюдать дохристианские обряды, что подтверждают документы и этнографические материалы, использованные в работах исследователей мордвы XVIII—XIX вв. И. И. Лепёхина, П. С. Палласа, П. И. Мельникова, В. А. Ауновского, В. Н. Майнова, И. Н. Смирнова, С. К. Кузнецова, Х. Паасонена, М. Е. Евсевьева и др. Миссионеры Русской Православной Церкви, видя, что принудительные методы христианизации не дают желаемого результата, стали приспосабливать христианское вероучение и его обряды к религиозным верованиям и обрядам мордвы, к производственно-бытовым условиям мордовского крестьянства. Итогом такой политики стало формирование своеобразного комплекса верований и обрядов, синтезирующих компоненты дохристианского и русского православного вероисповеданий (отождествление мордовских божеств и православных святых, приурочивание озксов к русским народным или церковным праздникам и др.). Иконы постепенно становились обязательной принадлежностью многих обрядов — новоселья, свадьбы и др.